# Campeonato Paulista 2012
El Campeonato Paulista de Fútbol 2012 fue la edición 111.ª del principal campeonato de clubes de fútbol del Estado de São Paulo (Brasil). El torneo fue organizado por la Federación Paulista de Fútbol (FPF) e inició el 21 de enero de 2012, y finalizó el 15 de abril del mismo año. Los 20 equipos participantes se enfrentaron en partidos de todos contra todos. El campeón fue el Santos FC.

## Sistema de juego
Los 20 equipos participantes del Campeonato se enfrentarán a sus otros rivales, a partido único, completando, cada uno de los equipos, 19 partidos jugados. Los ocho equipos mejor ubicados se enfrentarán en llaves para jugar los cuartos de final, semifinales y final. Los cuatro mejores equipos que no pertenezcan a la ciudad de São Paulo o Santos definirán el campeón del Interior enfrentándose en llaves para jugar las semifinales y la final.
Los cuatro equipos peor ubicados descenderán al Campeonato Paulista - A2.

## Primera fase
| Pos. | Equipos             | PJ | PG | PE | PP | GF | GC | Dif. | Pts. |
| ---- | ------------------- | -- | -- | -- | -- | -- | -- | ---- | ---- |
| 1.   | Corinthians         | 19 | 14 | 4  | 1  | 28 | 11 | +17  | 46   |
| 2.   | São Paulo           | 19 | 13 | 4  | 2  | 42 | 21 | +21  | 43   |
| 3.   | Santos              | 19 | 12 | 3  | 4  | 46 | 18 | +28  | 39   |
| 4.   | Guaraní de Campinas | 19 | 11 | 3  | 5  | 26 | 18 | +8   | 36   |
| 5.   | Palmeiras           | 19 | 10 | 6  | 3  | 37 | 24 | +12  | 36   |
| 6.   | Mogi Mirim          | 19 | 10 | 5  | 4  | 32 | 22 | +10  | 35   |
| 7.   | Bragantino          | 19 | 8  | 5  | 6  | 33 | 33 | 0    | 29   |
| 8.   | Ponte Preta         | 19 | 8  | 4  | 7  | 34 | 31 | +3   | 28   |
| 9.   | Mirassol            | 19 | 6  | 7  | 6  | 31 | 25 | +6   | 25   |
| 10.  | Oeste               | 19 | 6  | 7  | 6  | 32 | 30 | +2   | 25   |
| 11.  | Linense             | 19 | 6  | 5  | 8  | 31 | 40 | -9   | 23   |
| 12.  | São Caetano         | 19 | 5  | 8  | 6  | 24 | 25 | -1   | 23   |
| 13.  | Paulista            | 19 | 7  | 1  | 11 | 26 | 29 | -3   | 22   |
| 14.  | Ituano              | 19 | 5  | 5  | 9  | 25 | 34 | -9   | 20   |
| 15.  | Botafogo            | 19 | 6  | 1  | 12 | 24 | 40 | -16  | 19   |
| 16.  | XV de Piracicaba    | 19 | 5  | 3  | 11 | 23 | 29 | -6   | 18   |
| 17.  | Portuguesa          | 19 | 4  | 6  | 9  | 22 | 29 | -7   | 18   |
| 18.  | Guaratinguetá       | 19 | 4  | 3  | 12 | 22 | 43 | -21  | 15   |
| 19.  | Catanduvense        | 19 | 2  | 7  | 10 | 19 | 36 | -17  | 13   |
| 20.  | Comercial           | 19 | 3  | 3  | 12 | 18 | 17 | -19  | 12   |

|  |                               |
|  | Clasificados a la fase final. |
|  | Eliminados.                   |
|  | Descendidos a la Serie A2.    |

### Resultados
- Los estadios y horarios del torneo se encuentra en la página oficial de la FPF.[1]

- La hora de cada encuentro corresponde al huso horario correspondiente al Estado de São Paulo (UTC-5).

| Ituano              | 3 - 0 | Guaratinguetá | Novelli Junior               | 21 de enero | 16:00 |
| Portuguesa          | 0 - 2 | Paulista      | do Canindé                   | 21 de enero | 16:00 |
| Corinthians         | 2 - 1 | Mirassol      | Arena Corinthians            | 21 de enero | 16:00 |
| XV de Piracicaba    | 1 - 1 | Santos        | Barão de Serra Negra         | 21 de enero | 19:30 |
| Guaraní de Campinas | 2 - 1 | Oeste         | Brinco de Ouro               | 21 de enero | 19:30 |
| Comercial           | 3 - 4 | Linense       | Francisco de Palma Travassos | 21 de enero | 19:30 |
| São Paulo           | 4 - 0 | Botafogo      | Morumbí                      | 22 de enero | 17:00 |
| Bragantino          | 1 - 2 | Palmeiras     | Nabi Abi Chedid              | 22 de enero | 17:00 |
| São Caetano         | 1 - 0 | Ponte Preta   | Anacleto Campanella          | 22 de enero | 19:30 |
| Catanduvense        | 0 - 2 | Mogi Mirim    | Sílvio Salles                | 22 de enero | 19:30 |

| Mirassol       | 1 - 1 | Catanduvense        | José María de Campos Maia | 25 de enero | 17:00 |
| Botafogo       | 2 - 1 | XV de Piracicaba    | Santa Cruz                | 25 de enero | 17:00 |
| Paulista       | 3 - 0 | Comercial           | Jayme Cintra              | 25 de enero | 19:30 |
| Oeste          | 2 - 3 | São Paulo           | Paulo Constantino         | 25 de enero | 19:30 |
| Ponte Preta    | 5 - 1 | Bragantino          | Moisés Lucarelli          | 25 de enero | 19:30 |
| Linense        | 3 - 3 | São Caetano         | Gilberto Siqueira Lopes   | 25 de enero | 21:50 |
| Guarantinguetá | 0 - 2 | Corinthians         | Dario Rodrigues Leite     | 25 de enero | 22:00 |
| Palmeiras      | 1 - 1 | Portuguesa          | Pacaembú                  | 25 de enero | 22:00 |
| Mogi Mirim     | 3 - 0 | Guaraní de Campinas | Romildo Ferreira          | 26 de enero | 19:30 |
| Santos         | 2 - 1 | Ituano              | Anacleto Campanella       | 26 de enero | 21:00 |

| São Paulo           | 2 - 1 | São Caetano   | Morumbí               | 28 de enero | 17:00 |
| Oeste               | 0 - 0 | Mirassol      | dos Amaros            | 28 de enero | 17:00 |
| XV de Piracicaba    | 2 - 3 | Bragantino    | Barrão de Serra Negra | 28 de enero | 19:30 |
| Portuguesa          | 2 - 1 | Guaratinguetá | do Canindé            | 28 de enero | 19:30 |
| Botafogo            | 1 - 2 | Comercial     | Santa Cruz            | 28 de enero | 19:30 |
| Corinthians         | 1 - 0 | Linense       | Pacaembú              | 29 de enero | 17:00 |
| Catanduvense        | 1 - 1 | Palmeiras     | Sílvio Salles         | 29 de enero | 17:00 |
| Guaraní de Campinas | 2 - 0 | Ituano        | Brinco de Ouro        | 29 de enero | 19:30 |
| Paulista            | 1 - 1 | Santos        | Jayme Cintra          | 29 de enero | 19:30 |
| Mogi Mirim          | 1 - 3 | Ponte Preta   | Romildo Ferreira      | 29 de enero | 19:30 |

| São Caetano   | 1 - 1 | XV de Piracicaba    | Anacleto Campanella          | 1 de febrero | 17:00 |
| Guaratinguetá | 2 - 1 | Botafogo            | Dario Rodrigues Leite        | 1 de febrero | 17:00 |
| Comercial     | 2 - 1 | Catanduvense        | Francisco de Palma Travassos | 1 de febrero | 19:30 |
| Mirassol      | 1 - 2 | Paulista            | José María de Campos Maia    | 1 de febrero | 19:30 |
| Bragantino    | 1 - 1 | Portuguesa          | Nabi Abi Chedid              | 1 de febrero | 19:30 |
| Ituano        | 0 - 1 | Corinthians         | Novelli Junior               | 1 de febrero | 22:00 |
| Palmeiras     | 2 - 0 | Mogi Mirim          | Pacaembú                     | 1 de febrero | 22:00 |
| São Paulo     | 1 - 1 | Guaraní de Campinas | Morumbí                      | 2 de febrero | 19:30 |
| Santos        | 1 - 1 | Oeste               | Arena Barueri                | 2 de febrero | 21:00 |
| Ponte Preta   | 2 - 1 | Linense             | Moisés Lucarelli             | 2 de febrero | 21:50 |

| Mirassol         | 3 - 0 | Botafogo            | José María de Campos Maia    | 4 de febrero | 17:00 |
| Paulista         | 3 - 1 | Catanduvense        | Jayme Cintra                 | 4 de febrero | 19:30 |
| Comercial        | 1 - 3 | Mogi Mirim          | Francisco de Palma Travassos | 4 de febrero | 19:30 |
| Portuguesa       | 1 - 1 | Ituano              | do Canindé                   | 4 de febrero | 19:30 |
| Santos           | 1 - 2 | Palmeiras           | Paulo Constantino            | 5 de febrero | 17:00 |
| Corinthians      | 1 - 1 | Bragantino          | Pacaembú                     | 5 de febrero | 17:00 |
| São Caetano      | 0 - 1 | Guaraní de Campinas | Pacaembú                     | 5 de febrero | 19:30 |
| XV de Piracicaba | 2 - 1 | Oeste               | Barão de Serra Negra         | 5 de febrero | 19:30 |
| Linense          | 4 - 2 | Guaratinguetá       | Gilberto Siqueira Lopes      | 5 de febrero | 19:30 |
| Ponte Preta      | 1 - 3 | São Paulo           | Moisés Lucarelli             | 5 de febrero | 19:30 |

## Fase final
|  | Cuartos de final          | Cuartos de final          |                     |   | Semifinales | Semifinales |  |  | Final                  | Final                  | Final                  |
|  | 21 de abril y 22 de abril | 21 de abril y 22 de abril |                     |   | 29 de abril | 29 de abril |  |  | 6 de mayo y 13 de mayo | 6 de mayo y 13 de mayo | 6 de mayo y 13 de mayo |
|  |                           |                           |                     |   |             |             |  |  |                        |                        |                        |
|  |                           |                           |                     |   |             |             |  |  |                        |                        |                        |
|  |                           |                           |                     |   |             |             |  |  |                        |                        |                        |
|  | Guaraní de Campinas       | 3                         |                     |   |             |             |  |  |                        |                        |                        |
|  | Guaraní de Campinas       | 3                         |                     |   |             |             |  |  |                        |                        |                        |
|  | Palmeiras                 | 2                         |                     |   |             |             |  |  |                        |                        |                        |
|  | Palmeiras                 | 2                         | Guaraní de Campinas | 3 |             |             |  |  |                        |                        |                        |
|  |                           |                           | Guaraní de Campinas | 3 |             |             |  |  |                        |                        |                        |
|  |                           | Ponte Preta               | 1                   |   |             |             |  |  |                        |                        |                        |
|  | Corinthians               | Ponte Preta               | 1                   | 2 |             |             |  |  |                        |                        |                        |
|  | Corinthians               |                           |                     | 2 |             |             |  |  |                        |                        |                        |
|  | Ponte Preta               | 3                         |                     |   |             |             |  |  |                        |                        |                        |
|  | Ponte Preta               | 3                         | Guaraní de Campinas | 0 | 2           |             |  |  |                        |                        |                        |
|  |                           |                           | Guaraní de Campinas | 0 | 2           |             |  |  |                        |                        |                        |
|  |                           | Santos                    | 3                   | 4 |             |             |  |  |                        |                        |                        |
|  | São Paulo                 | Santos                    | 3                   | 4 | 4           |             |  |  |                        |                        |                        |
|  | São Paulo                 |                           |                     |   |             |             |  |  |                        |                        |                        |
|  | Bragantino                | 1                         |                     |   |             |             |  |  |                        |                        |                        |
|  | Bragantino                | 1                         | São Paulo           | 1 |             |             |  |  |                        |                        |                        |
|  |                           |                           | São Paulo           | 1 |             |             |  |  |                        |                        |                        |
|  |                           | Santos                    | 3                   |   |             |             |  |  |                        |                        |                        |
|  | Santos                    | Santos                    | 3                   | 2 |             |             |  |  |                        |                        |                        |
|  | Santos                    |                           |                     | 2 |             |             |  |  |                        |                        |                        |
|  | Mogi Mirim                | 0                         |                     |   |             |             |  |  |                        |                        |                        |
|  | Mogi Mirim                | 0                         |                     |   |             |             |  |  |                        |                        |                        |

### Cuartos de final
| 21 de abril de 2012, 18:30 | São Paulo                                            | 4:1 (1:0) | Bragantino       | Estadio Morumbí, São Paulo |                           |
|                            | Fernandinho 19' · Luís Fabiano 52' 68' · Osvaldo 83' |           | Junior Lopes 64' | Árbitro(s): Wilson Seneme  | Árbitro(s): Wilson Seneme |

| 22 de abril de 2012, 16:00 | Corinthians            | 2:3 (0:2) | Ponte Preta                                         | Estadio Pacaembú, São Paulo    |                                |
|                            | Willian 74' · Alex 90' |           | William Magrão 12' · Roger 34' · Rodrigo Pimpão 89' | Árbitro(s): Flávio Luís Guerra | Árbitro(s): Flávio Luís Guerra |

| 22 de abril de 2012, 16:00 | Santos                    | 2:0 (1:0) | Mogi Mirim | Estadio Vila Belmiro, São Paulo |                               |
|                            | Maranhão 22' · Neymar 71' |           |            | Árbitro(s): Rodrigo Braghetto   | Árbitro(s): Rodrigo Braghetto |

| 22 de abril de 2012, 18:30 | Guaraní                         | 3:2 (0:0) | Palmeiras | Estadio Brinco de Ouro, Campinas |                             |
|                            | Fumagalli 50' · Fabinho 52' 90' |           |           | Árbitro(s): Vinicius Furlan      | Árbitro(s): Vinicius Furlan |

### Semifinales
| 29 de abril de 2012, 16:00 | São Paulo        | 1:3 (0:2) | Santos                   | Estadio Morumbí, São Paulo          |                                     |
|                            | Willian José 63' |           | Neymar 3' (pen.) 31' 77' | Árbitro(s): Paulo César de Oliveira | Árbitro(s): Paulo César de Oliveira |

| 29 de abril de 2012, 18:30 | Guaraní                          | 3:1 (0:1) | Ponte Preta    | Estadio Brinco de Ouro, Campinas    |                                     |
|                            | Fábio Bahia 53' · Medina 68' 86' |           | [[]] 3' (pen.) | Árbitro(s): Flávio Rodrigues Guerra | Árbitro(s): Flávio Rodrigues Guerra |

### Final
| 6 de mayo de 2012, 16:00 | Guaraní | 0:3 (0:1) | Santos                     | Estadio Morumbí, São Paulo |                           |
|                          |         |           | Ganso 42' · Neymar 65' 90' | Árbitro(s): Wilson Seneme  | Árbitro(s): Wilson Seneme |

| 13 de mayo de 2012, 16:00 | Santos                                    | 4:2 (2:2) | Guaraní                       | Estadio Morumbí, São Paulo          |                                     |
|                           | Alan Kardec 1' 90' · Neymar 8' (pen.) 71' |           | Fabinho 4' · Bruno Mendes 16' | Árbitro(s): Paulo César de Oliveira | Árbitro(s): Paulo César de Oliveira |

| Bandera del estado de São Paulo |
| Campeón Santos 20.mo título     |

## Goleadores
| Pos. | Jugador       | Goles | Equipo     |
| ---- | ------------- | ----- | ---------- |
| 1.   | Neymar        | 20    | Santos     |
| 2.   | Hernane       | 16    | Mogi Mirim |
| 3.   | Giancarlo     | 12    | Bragantino |
| 4.   | Willian José  | 11    | São Paulo  |
| 5.   | Xuxa          | 9     | Mirassol   |
| 6.   | Hernán Barcos | 8     | Palmeiras  |